# Bahía de Guantánamo
La bahía de Guantánamo es una bahía ubicada en la provincia de Guantánamo en el extremo suroriental de Cuba. Es el puerto más grande en el lado sur de la isla y está rodeado por colinas empinadas que crean un enclave que está separado de su zona de influencia inmediata.
Los Estados Unidos asumieron el control territorial sobre la porción sur de la bahía de Guantánamo en virtud del Tratado cubano-estadounidense de 1903. Los Estados Unidos ejercen jurisdicción y control sobre este territorio, al tiempo que reconoce que Cuba conserva la soberanía definitiva. El actual gobierno de Cuba se refiere a la presencia de Estados Unidos en la bahía de Guantánamo como ilegal e insiste en que el tratado Cubano-estadounidense se obtuvo mediante la amenaza de la fuerza y está en violación del derecho internacional. Algunos juristas juzgan que el contrato de arrendamiento puede ser anulable. Aquí se localiza el campo de detención de Guantánamo, bajo control estadounidense.

## Presencia estadounidense

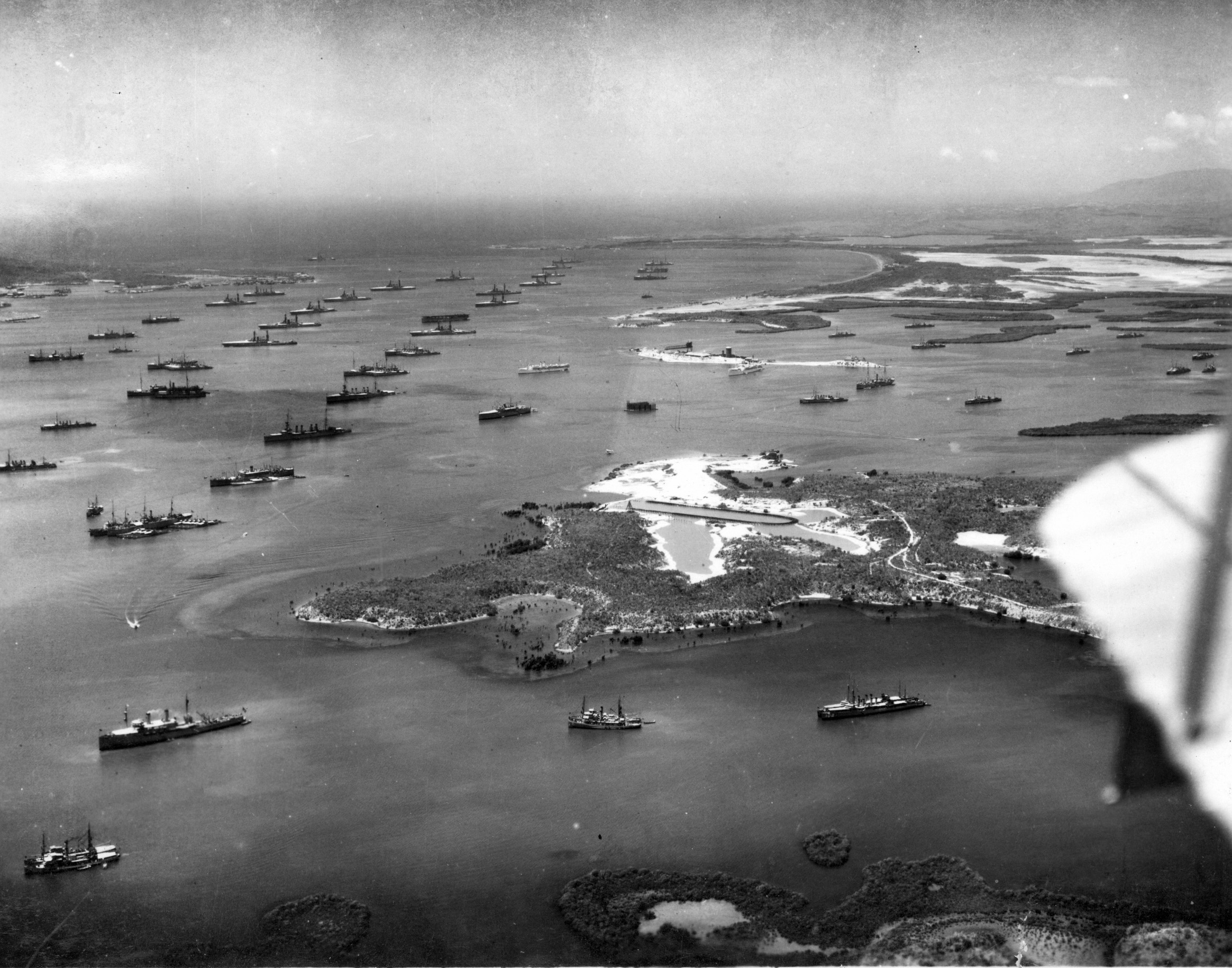
Flota estadounidense en la Bahía de Guantánamo, 1927. El portaaviones USS Langley (CV-1) se puede apreciar en la zona superior izquierda de la foto.

Los Estados Unidos se apoderaron de la bahía de Guantánamo y se estableció una base naval allí en 1898 durante la Guerra hispano-estadounidense en la batalla de la Bahía de Guantánamo. La adquisición de la Bahía de Guantánamo formaba parte de la Enmienda Platt de 1903, como condición para el retiro de las tropas de Estados Unidos restantes en Cuba desde la guerra. El contrato de arrendamiento firmado entre los dos países concedió la autorización de Estados Unidos de usar la tierra como una carbonera y estación naval. Según la Enmienda Platt, la base era necesaria para «permitir a los Estados Unidos mantener la independencia de Cuba». Estados Unidos y Cuba firmaron un tratado en 1934, que le concede el arrendamiento perpetuo de la base.
Actualmente, los Estados Unidos pagan a Cuba anualmente su arrendamiento, pero Cuba no acepta el pago. La presencia estadounidense en Guantánamo permanece contra la voluntad del gobierno cubano y la considera una ocupación ilegal del área. El gobierno cubano ha denunciado el tratado con los argumentos de que viola el artículo 52, titulado «Coerción de un Estado por la amenaza o uso de la fuerza», de la Convención de Viena sobre el Derecho de los Tratados. Sin embargo, el artículo 4, titulado «Irretroactividad de la presente Convención» del mismo documento se dice que la Convención de Viena, no podrá ser aplicada retroactivamente a los tratados antes de la fecha que fue firmada.

## Historia

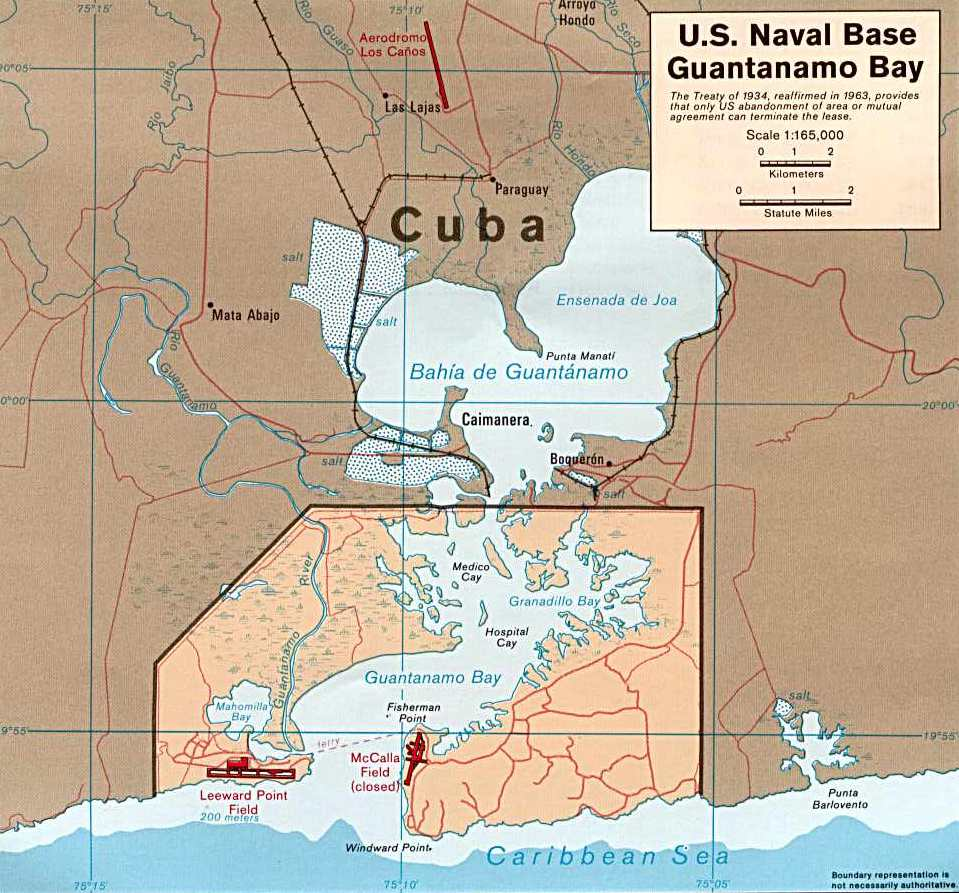
Mapa de región de la bahía.

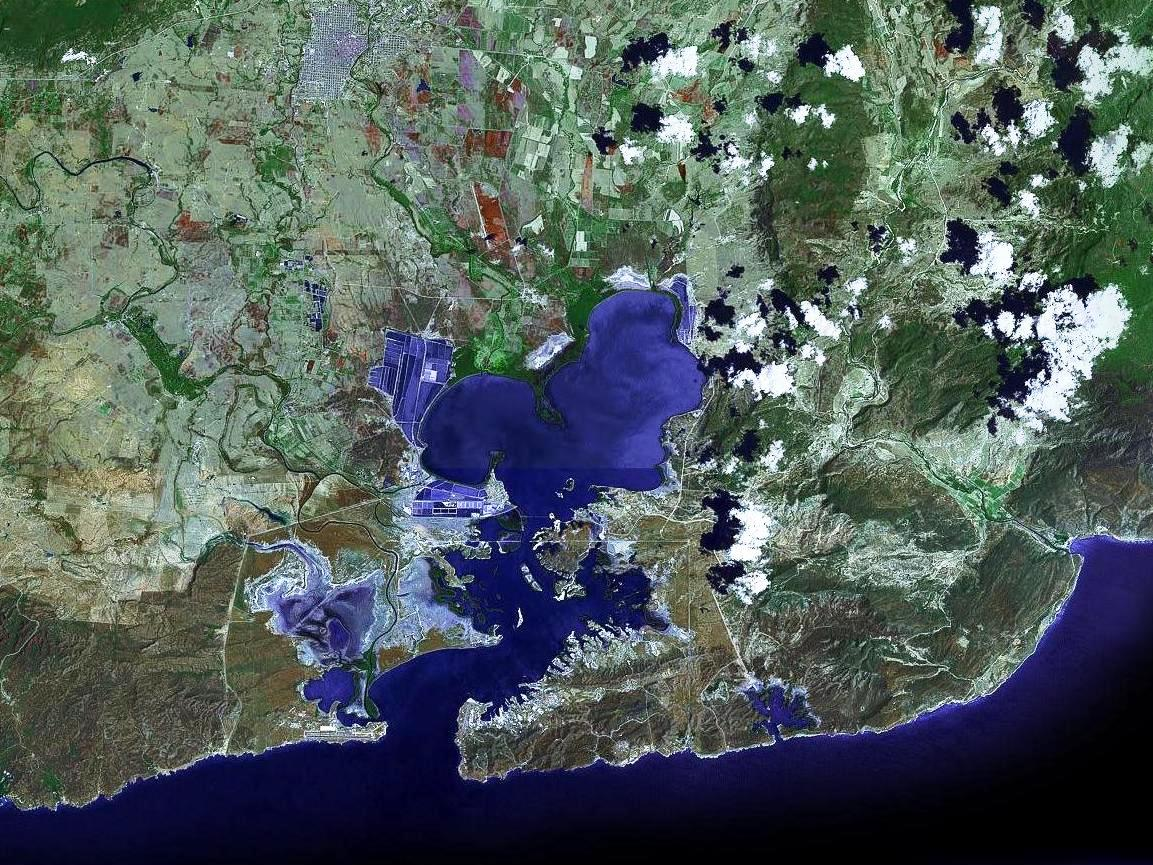
Imagen satelital de la bahía y sus alrededores.

La bahía fue llamada Guantánamo por sus habitantes originales, los taínos. Cristóbal Colón desembarcó en 1494, dándole el nombre de Puerto Grande. En el desembarco, la tripulación de Colón encontró pescadores taínos que preparaban una fiesta para el cacique local. Cuando los colonizadores españoles tomaron el control de Cuba, la bahía se convirtió en un puerto importante en el lado sur de la isla.
La bahía fue conocida brevemente como Cumberland Bay cuando los británicos se apoderaron de ella en 1741, durante la Guerra del Asiento. El almirante británico Edward Vernon llegó con una fuerza de ocho buques de guerra y 4000 soldados con los planes para marchar hacia Santiago de Cuba. Sin embargo, fue derrotado por las fuerzas guerrilleras locales de criollos y españoles y fue obligado a retirarse o convertirse en un prisionero. A finales de 1760, los barcos HMS Trent y HMS Boreas capturaron a los corsarios franceses Vainquer y Mackau, que se escondían en la bahía. Los franceses también se vieron obligados a quemar la Guespe, otro corsario, para evitar su captura.
Durante la guerra hispano-estadounidense, la flota de la marina de los Estados Unidos que atacaba Santiago necesitaba un refugio para la temporada de huracanes del verano boreal. Eligieron Guantánamo debido a su excelente puerto. Los marines desembarcaron con apoyo naval en la invasión de la Bahía de Guantánamo en 1898. A medida que avanzaban hacia el interior de la bahía, la resistencia española aumentó y los infantes de marina requirieron el apoyo de los exploradores cubanos.
En la década de 1990 Guantánamo fue utilizado como un centro de procesamiento para los solicitantes de asilo y un campamento para refugiados con VIH positivo provenientes de Haití. En seis meses Estados Unidos había internado más de 30.000 refugiados haitianos en Guantánamo, mientras que otros 30.000 huyeron a la República Dominicana. Finalmente, el gobierno estadounidense admitiría 10.747 de los haitianos a la condición de refugiado en los Estados Unidos. La mayoría de los refugiados fueron alojados en un campamento en la pista de aterrizaje, reutilizado posteriormente para albergar el complejo utilizado para las comisiones militares de Guantánamo. Los refugiados que representaban problemas de seguridad o de disciplina fueron llevados al sitio que más tarde se convertiría en el Camp X-Ray, el sitio inicial del campo de detención de Guantánamo. En agosto de 1994 los disturbios estallaron en los campos de detención en el que 20 policías militares de Estados Unidos y 45 haitianos fueron heridos.
La Base Naval de la Bahía de Guantánamo rodea la parte sur de la bahía. Desde el año 2002, la base ha incluido el campo de detención para las personas consideradas «de riesgo» para la seguridad nacional de Estados Unidos. En 2009, el presidente estadounidense, Barack Obama, dio órdenes para que el campo de detención fuera cerrado el 22 de enero de 2010. Esto no se concretó y el campo de detención permanece abierto debido a la negativa del Congreso de los Estados Unidos. El 4 de noviembre de 2015, el presidente estadounidense Barack Obama declaró que se estaba preparando para dar a conocer un plan para cerrar la instalación y mover algunos de los sospechosos de terrorismo detenidos allí a suelo estadounidense.
La base naval ocupa 116 kilómetros cuadrados en la ribera occidental y oriental de la bahía. Fue establecida en 1898, cuando Estados Unidos tomó el control de Cuba después de la Guerra Hispano-Estadounidense. El gobierno de Estados Unidos obtuvo el arrendamiento perpetuo de la Bahía de Guantánamo que comenzó el 23 de febrero de 1903, con la firma por parte de Tomás Estrada Palma, primer presidente de la República de Cuba, del Tratado cubano-estadounidense. El recién formado protectorado estadounidense incorporó la Enmienda Platt en la Constitución cubana. El tratado cubano-estadounidense establecía, entre otras cosas, que Estados Unidos tendría completo control y jurisdicción sobre la Bahía de Guantánamo, con propósitos de operar estaciones navales y de embarque, mientras que reconocía que Cuba mantenía su soberanía.
En 1934 un nuevo Tratado de Relaciones entre Cuba y Estados Unidos reafirmó el contrato de arrendamiento. Se otorgó a Cuba y sus socios comerciales el acceso libre a través de la bahía, se modificó el pago de arrendamiento de $2.000 en monedas de oro en Estados Unidos por año hasta el valor equivalente 1934 de 4.085 dólares estadounidenses, y se hizo el contrato de arrendamiento permanente a menos que ambos gobiernos acordasen romperlo o hasta que los Estados Unidos abandonen la propiedad de la base.
Después de la Revolución Cubana, Dwight D. Eisenhower insistió en que el estado de la base se mantuviera sin cambios, a pesar de las objeciones de Fidel Castro. Desde entonces, el gobierno cubano ha cobrado solamente uno de los cheques de alquiler por parte del gobierno de Estados Unidos. Según Castro se trató de «una confusión» en los primeros días de la revolución.
Alfred-Maurice de Zayas ha argumentado que el acuerdo de 1903 del arrendamiento fue impuesto a Cuba por la fuerza y fue un tratado entre desiguales, por lo tanto, no es compatible con el derecho internacional moderno, y es anulable ex nunc. Él propuso seis sugerencias para una solución pacífica, entre ellos una que sigue el procedimiento descrito en la Convención de Viena sobre el Derecho de los Tratados.

## Clima
| Parámetros climáticos promedio de Bahía de Guantánamo | Parámetros climáticos promedio de Bahía de Guantánamo | Parámetros climáticos promedio de Bahía de Guantánamo | Parámetros climáticos promedio de Bahía de Guantánamo | Parámetros climáticos promedio de Bahía de Guantánamo | Parámetros climáticos promedio de Bahía de Guantánamo | Parámetros climáticos promedio de Bahía de Guantánamo | Parámetros climáticos promedio de Bahía de Guantánamo | Parámetros climáticos promedio de Bahía de Guantánamo | Parámetros climáticos promedio de Bahía de Guantánamo | Parámetros climáticos promedio de Bahía de Guantánamo | Parámetros climáticos promedio de Bahía de Guantánamo | Parámetros climáticos promedio de Bahía de Guantánamo | Parámetros climáticos promedio de Bahía de Guantánamo |
| Mes                                                   | Ene.                                                  | Feb.                                                  | Mar.                                                  | Abr.                                                  | May.                                                  | Jun.                                                  | Jul.                                                  | Ago.                                                  | Sep.                                                  | Oct.                                                  | Nov.                                                  | Dic.                                                  | Anual                                                 |
| ----------------------------------------------------- | ----------------------------------------------------- | ----------------------------------------------------- | ----------------------------------------------------- | ----------------------------------------------------- | ----------------------------------------------------- | ----------------------------------------------------- | ----------------------------------------------------- | ----------------------------------------------------- | ----------------------------------------------------- | ----------------------------------------------------- | ----------------------------------------------------- | ----------------------------------------------------- | ----------------------------------------------------- |
| Temp. máx. abs. (°C)                                  | 35                                                    | 35                                                    | 33                                                    | 35                                                    | 37                                                    | 37                                                    | 39                                                    | 37                                                    | 37                                                    | 38                                                    | 39                                                    | 35                                                    | 39                                                    |
| Temp. máx. media (°C)                                 | 29.4                                                  | 29.4                                                  | 30                                                    | 30.6                                                  | 31.1                                                  | 32.2                                                  | 32.8                                                  | 33.3                                                  | 32.8                                                  | 31.7                                                  | 31.1                                                  | 30                                                    | 31.2                                                  |
| Temp. mín. media (°C)                                 | 20                                                    | 20                                                    | 21.1                                                  | 22.2                                                  | 23.3                                                  | 24.4                                                  | 24.4                                                  | 24.4                                                  | 24.4                                                  | 23.9                                                  | 22.8                                                  | 21.1                                                  | 22.7                                                  |
| Temp. mín. abs. (°C)                                  | 13                                                    | 13                                                    | 16                                                    | 17                                                    | 18                                                    | 20                                                    | 21                                                    | 20                                                    | 19                                                    | 18                                                    | 16                                                    | 13                                                    | 13                                                    |
| Precipitación total (mm)                              | 25.4                                                  | 22.9                                                  | 30.5                                                  | 33                                                    | 91.4                                                  | 53.3                                                  | 27.9                                                  | 48.3                                                  | 76.2                                                  | 129.5                                                 | 45.7                                                  | 27.9                                                  | 612.1                                                 |
| Fuente: Weatherbase                                   |                                                       |                                                       |                                                       |                                                       |                                                       |                                                       |                                                       |                                                       |                                                       |                                                       |                                                       |                                                       |                                                       |

## Galería
|                    |
| Vista de la bahía. |

|                                                            |
| El Tampa de la Guardia Costera estadounidense en la bahía. |

|                        |
| La bahía al anochecer. |

|                    |
| Puesto de guardia. |

|                 |
| Mapa de la CIA. |